# Cheritra pseudojafra
Cheritra pseudojafra är en fjärilsart som beskrevs av Moore 1881. Cheritra pseudojafra ingår i släktet Cheritra och familjen juvelvingar. Inga underarter finns listade i Catalogue of Life.